# 法明頓 (明尼蘇達州)
法明頓（英語：Farmington）是一個位於美國明尼蘇達州達科他縣的城市。

## 人口
根據2020年美國人口普查的數據，法明頓的面積為38.52平方千米，當中陸地面積為37.87平方千米，而水域面積為0.65平方千米。當地共有人口23632人，而人口密度為每平方千米613人。